# فرودگاه بین‌المللی پلاتو
فرودگاه بین‌المللی پلاتو (روسی: Международный аэропорт Платов) (یاتا: ROV، ایکائو: URRP) فرودگاهی در منطقهٔ آکسایسکی در استان روستوف کشور روسیه است که در نزدیکی شهر نووچرکاسک در شمال شرقی روستوف-آن-دون قرار دارد. این فرودگاه به عنوان جایگزینی برای فرودگاه قدیمی فرودگاه روستوف-نا-دونو ساخته شد و در دسامبر ۲۰۱۷ شروع به کار کرد.

## شرکت‌های هواپیمایی و مقصدهای پروازی

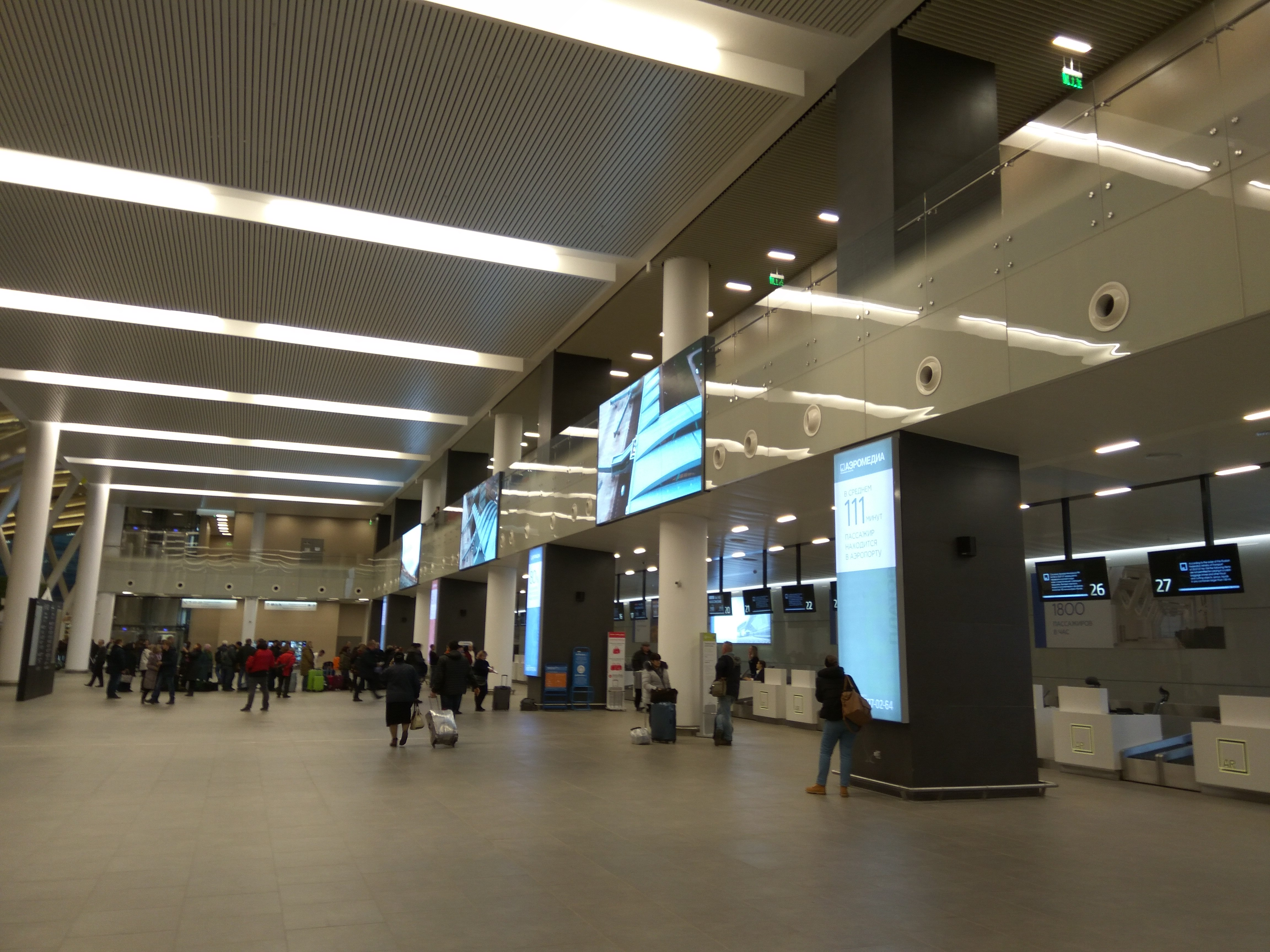
فرودگاه بین المللی پلاتو

شرکت‌های هواپیمایی زیر تا پیش از شروع تهاجم روسیه به اوکراین در ۲۴ فوریه ۲۰۲۲ از/به این فرودگاه پرواز داشتند:
| شرکت‌های هواپیمایی | مقصدهای پروازی |
| ----------------- | --- |
| آئروفلوت          | فرودگاه بین‌المللی شرمتیوو، فرودگاه بین‌المللی زوارتنوتس |
| ایر صربیا         | فرودگاه بلگراد نیکولا تسلا |
| ازیموت            | فرودگاه آستراخان، فرودگاه بین‌المللی حیدر علی‌اف، فرودگاه بین‌المللی مناس، فرودگاه چلیابینسک، فرودگاه بین‌المللی دبی، فرودگاه گروزنی، فرودگاه استانبول، فرودگاه خرابوروفو، فرودگاه کالوگا گرابتسف، فرودگاه بین‌المللی قازان، فرودگاه اویتاش، فرودگاه مینرالنیه وودی، فرودگاه بین‌المللی مینسک، فرودگاه بین‌المللی ونوکووا، فرودگاه استریگینو، فرودگاه تولمچوا، فرودگاه تسنترالنی، فرودگاه بولشویه ساوینو، فرودگاه پولکوو، فرودگاه بین‌المللی کورومچ، Saratov, فرودگاه بین‌المللی سیمفروپول، فرودگاه بین‌المللی سوچی، فرودگاه بین‌المللی بن گوریون، فرودگاه بین‌المللی رسچینو، فرودگاه بین‌المللی اوفا، فرودگاه کولتسوو، فرودگاه بین‌المللی زوارتنوتس |
| آزور ایر          | چارتر فصلی: فرودگاه آنتالیا، فرودگاه بین‌المللی دبی، فرودگاه دابولیم، فرودگاه بین‌المللی یو-تاپائو، فرودگاه بین‌المللی پوکت، فرودگاه بین‌المللی زنگبار |
| فلای‌دبی           | فصلی: فرودگاه بین‌المللی دبی |
| ایر آئرو          | فرودگاه بین‌المللی حیدر علی‌اف، فرودگاه بین‌المللی دوموده‌دوو |
| نورداستار         | فرودگاه بین‌المللی قاهره، فرودگاه الیکل، فرودگاه کولتسوو |
| نوردویند ایرلاینز | فرودگاه آنتالیا، فرودگاه بین‌المللی حیدر علی‌اف، فرودگاه استانبول، فرودگاه بین‌المللی زوارتنوتس چارتر فصلی: فرودگاه بین‌المللی پوکت |
| ایکار             | فرودگاه بین‌المللی سوچی |
| رد وینگز ایرلاینز | چارتر فصلی: فرودگاه آنتالیا، فرودگاه استانبول |
| روسیه ایرلاینز    | فرودگاه بین‌المللی شرمتیوو، فرودگاه پولکوو |
| اس۷ ایرلاینز      | فرودگاه بین‌المللی دوموده‌دوو |
| نورداویا          | فرودگاه بین‌المللی دوموده‌دوو، فرودگاه پولکوو |
| ترکیش ایرلاینز    | فرودگاه استانبول |
| اورال ایرلاینز    | فرودگاه آنتالیا |
| یوتی‌ایر اوییشن    | فرودگاه آستراخان، فرودگاه بین‌المللی ونوکووا، فرودگاه بسلان، فرودگاه بین‌المللی ولگاگراد |
| ازبکستان ایرویز   | فرودگاه بین‌المللی تاشکند |